# Biblioteca Nacional de Sri Lanka
La Biblioteca Nacional de Sri Lanka es la principal biblioteca y centro de información de la República Democrática Socialista de Sri Lanka. Administrativamente conforma el Consejo Nacional de Servicios de Bibliotecas y Documentación (en inglés National Library and Documentation Services Board). Se ubica en la ciudad de Colombo.

## Función y organización
La Biblioteca Nacional es principalmente una biblioteca de investigación y referencia. Su intención es la de proporcionar recursos bibliotecarios, así como información a todos los habitantes de Sri Lanka.
Como Biblioteca Nacional tiene la misión de crear una sociedad del conocimiento a través de la preservación del patrimonio intelectual de la nación; el desarrollo de la biblioteca nacional y el sistema nacional de información; fomentar la utilización de la tecnología de la información y la comunicación para un servicio de biblioteca eficaz y la prestación de servicios bibliográficos y asistencia para la publicación de libros.
Entre sus principales objetivos:
- Proporcionar liderazgo para las bibliotecas de todas las categorías en Sri Lanka, liderazgo para proporcionar información a la nación y para todos los servicios.
- Establecer, desarrollar y mantener una colección nacional completa de medios escritos, impresos y no impresos publicados en Sri Lanka o en el extranjero.
- Establecer y mantener los Servicios Bibliográficos y de Documentación.
- Asesorar al gobierno sobre asuntos relevantes al campo de las Bibliotecas y las Ciencias de la Información.
- Organizar los recursos humanos y la promoción de recursos físicos para el desarrollo de bibliotecas en Sri Lanka.
- Fomentar la publicación local de libros y la promoción de la lectura.
- Fomentar la utilización de la tecnología de la información para la biblioteca y los servicios de información.
- Promover la cooperación con las instituciones y organizaciones a nivel nacional, regional e internacional relacionadas con el campo de las bibliotecas y la información.
- Organizar los servicios de biblioteca e información con respecto a la identidad cultural de los diferentes grupos sociales.
- Proporcionar recursos y organizar los servicios necesarios para las actividades de investigación académica.[3]

La Biblioteca se organiza en las divisiones de Adquisiciones; Servicios al Lector; Control Bibliográfico; Tecnología de la Información; Conservación y Preservación; Investigación de Biblioteca; Biblioteca Digital; Extensión bibliotecaria; Educación y Capacitación; Publicación y Desarrollo del Libro y Cooperación Bibliotecaria.

## Historia
La Ley del Consejo de Servicios de la Biblioteca Nacional de Ceilán N.° 17 de 1970 proporcionó la base legal para la Biblioteca Nacional en su período inicial. El Consejo Nacional de Servicios de Bibliotecas y Documentación (NLDSB) se estableció en virtud de la ley Nº 51 de 1998. La nueva enmienda 51 definió claramente por primera vez los poderes y las responsabilidades de la Biblioteca Nacional. Es un organismo que depende del Ministerio de Educación 
El edificio de la Biblioteca Nacional de Sri Lanka fue inaugurado el 27 de abril de 1990 por Ranasinghe Premadasa, entonces presidente de la República Socialista Democrática de Sri Lanka.

## Colecciones
La Biblioteca Nacional mantiene una colección física de libros, diarios, revistas, periódicos, música, instrumentos musicales, mapas, manuscritos y obras inéditas. La Biblioteca Nacional ha estado construyendo su colección desde 1970 a través de su programa de adquisición. Los métodos para adquirir material de la biblioteca son compras, depósitos, donaciones e intercambio (local e internacional).
También se compromete a construir sus colecciones digitales para que sean más accesibles para un público más amplio.
- Colecciones de libros: La colección de libros de la Biblioteca incluye libros de referencia, esrilanqueses (recibidos a través del depósito legal), sobre Bibliotecología y Ciencias de la Información; sobre Ciencia y Tecnología; extranjeros dedicados a Sri Lanka, infantiles y libros raros en idioma lao, así como colecciones en inglés, francés, tailandés, vietnamita, coreano, japonés y ruso. El desarrollo de la colección de libros en idioma laosiano es una de las principales prioridades de la Biblioteca Nacional.
- Colecciones de periódicos y publicaciones periódicas: La Biblioteca Nacional recibe todos los periódicos publicados en el país desde 1976 y recopila todos los periódicos publicados en cingalés, tamil e inglés en Sri Lanka.
- Colección Manuscritos en hojas de palma: La Biblioteca Nacional tiene una colección de manuscritos de hoja de palma en cingalés, pali y sánscrito . Abarcan temas que van desde el derecho, la medicina, la filosofía y la religión, el budismo, sutras budistas, medicina ayurvédica, idioma y literatura cingalés, historia, astrología, entre otros.
- Colección para lectores con necesidades especiales: Con el fin de construir una colección nacional de literatura en Braille para lectores con necesidades especiales en el país, la Biblioteca Nacional comenzó a adquirir libros en Braille y en letra grande en junio de 1990. Esta colección consta de una gran cantidad de libros en Braille y en letra grande recibidos principalmente como donaciones. Incluye una colección de audiolibros y bases de datos útiles para lectores con necesidades especiales.
- Colección audiovisual: Esta colección contiene microfichas, microfilms, casetes de audio, cintas de video, CD y DVD, gramófonos de canciones, documentales, obras de teatro y teledramas de Sri Lanka.

- Colección cartográfica: Posee una colección de diferentes tipos de mapas, planos y diagramas relacionados con el país, sus provincias y la región.
- Colección de patrimonio cultural intangible: La Biblioteca es el punto focal del proyecto de Salvaguarda del Patrimonio Cultural Inmaterial del país. Se creó una colección sobre el patrimonio cultural inmaterial que incluye una gran cantidad de libros sobre el tema, así como, manuscritos sobre folklore cingalés, canciones populares, cuentos populares, leyendas cingalesas, costumbres y ceremonias cingalesas, rituales, deidades, demonios, etc.

La Biblioteca Digital Nacional se inauguró en 2016, consta de publicaciones raras publicadas en Sri Lanka y algunas publicación gubernamental en el período colonial.
La biblioteca tiene cinco pisos con una superficie de 11 250 metros cuadrados y 866 m de estanterías. Hay tres áreas de lectura con capacidad para 320 lectores y varias salas de estudio especiales, auditorio y una sala de conferencias.

## Servicios
Entre sus diferentes servicios especializados se pueden encontrar: 
La creación y desarrollo de la Bibliografía Nacional esrilanquesa desde 1963.
Es el Centro Nacional de ISBN, ISSN e ISMN del país, otorga gratuitamente el registro de las nuevas publicaciones. El editor debe aportar al menos con un ejemplar de su publicación a la Biblioteca Nacional.
A la Biblioteca Nacional se le atribuyó el estado de Depósito Legal por la Ley de Impresores y Editores en 1976, que estipulaba el depósito de una copia de cada publicación local en la Biblioteca Nacional. 
Desde 2015 la Biblioteca fue designada sede del Centro de Preservación y Conservación (IFLA-PAC) para el clima tropical y el control de plagas - Sri Lanka por la Federación Internacional de Asociaciones de Bibliotecarios y Bibliotecas. 